# Форт Индијантаун Гап (Пенсилванија)
Форт Индијантаун Гап (енгл. Fort Indiantown Gap) насељено је место без административног статуса у америчкој савезној држави Пенсилванија.

## Демографија
По попису из 2010. године број становника је 143, што је 58 (68,2%) становника више него 2000. године.
| Група             | 2000.      | 2010.       |
| Белци             | 83 (97,6%) | 140 (97,9%) |
| Афроамериканци    | 1 (1,2%)   | 1 (0,7%)    |
| Азијати           | 0 (0,0%)   | 0 (0,0%)    |
| Хиспаноамериканци | 0 (0,0%)   | 0 (0,0%)    |
| Укупно            | 85         | 143         |